# Geruge
Geruge település Franciaországban, Jura megyében. Lakosainak száma 189 fő (2022. január 1.). Geruge Bornay, Courbouzon, Gevingey, Macornay és La Chailleuse községekkel határos.

## Népesség
A település népességének változása:
| Lakosok száma | 88   | 78   | 87   | 160  | 165  | 168  | 169  | 172  | 178  | 189  |
|               | 1968 | 1982 | 1990 | 2006 | 2013 | 2015 | 2017 | 2019 | 2020 | 2022 |